# Старорайське
Старорайське — селище Дружківської міської громади Краматорського району Донецької області, Україна. Населення становить 231 осіб. Відстань до Дружківки становить близько 9 км і проходить автошляхом місцевого значення.

## Населення
За даними перепису 2001 року населення селища становило 231 особу, із них 65,37% зазначили рідною мову українську, 34,63% — російську